# Огоньки (Ленінградська область)
Огоньки́ (до 1948 Лінтула, фін. Lintula) — селище в складі Первомайського сільського поселення в Виборзькому районі Ленінградської області.
Колишнє фінське село. До 1939 року входило в склад волості Ківеннапа (зараз Первомайське сільське поселення) Виборзької губернії Фінляндії. Перейменоване в 1948.
Селище розташоване в районі розв'язки Верхньо-Виборзького шосе і траси «Скандинавія» на березі річки  Пташина (Лінтулан-йокі). Крім того, через Огоньки проходить шосе Лемболово — Молодіжне.

## Історія
З середини XVIII ст. в Лінтула розташовувалась заміська садиба обер-гофмаршала  Д. О. Шепелєва. Наприкінці XIX століття садибу придбав таємний радник Ф.П.Неронов і заснував тут жіночий православний монастир. 10 серпня 1896 року була офіційно відкрита Свято-Троїцька Лінтулська жіноча громада, з 19 серпня 1905 отримала статус монастиря.

## Населення
| 1997 | 2007 | 2010 | 2017 |
| ---- | ---- | ---- | ---- |
| 29   | ↘14  | ↗23  | →23  |